# تعليم الرقص

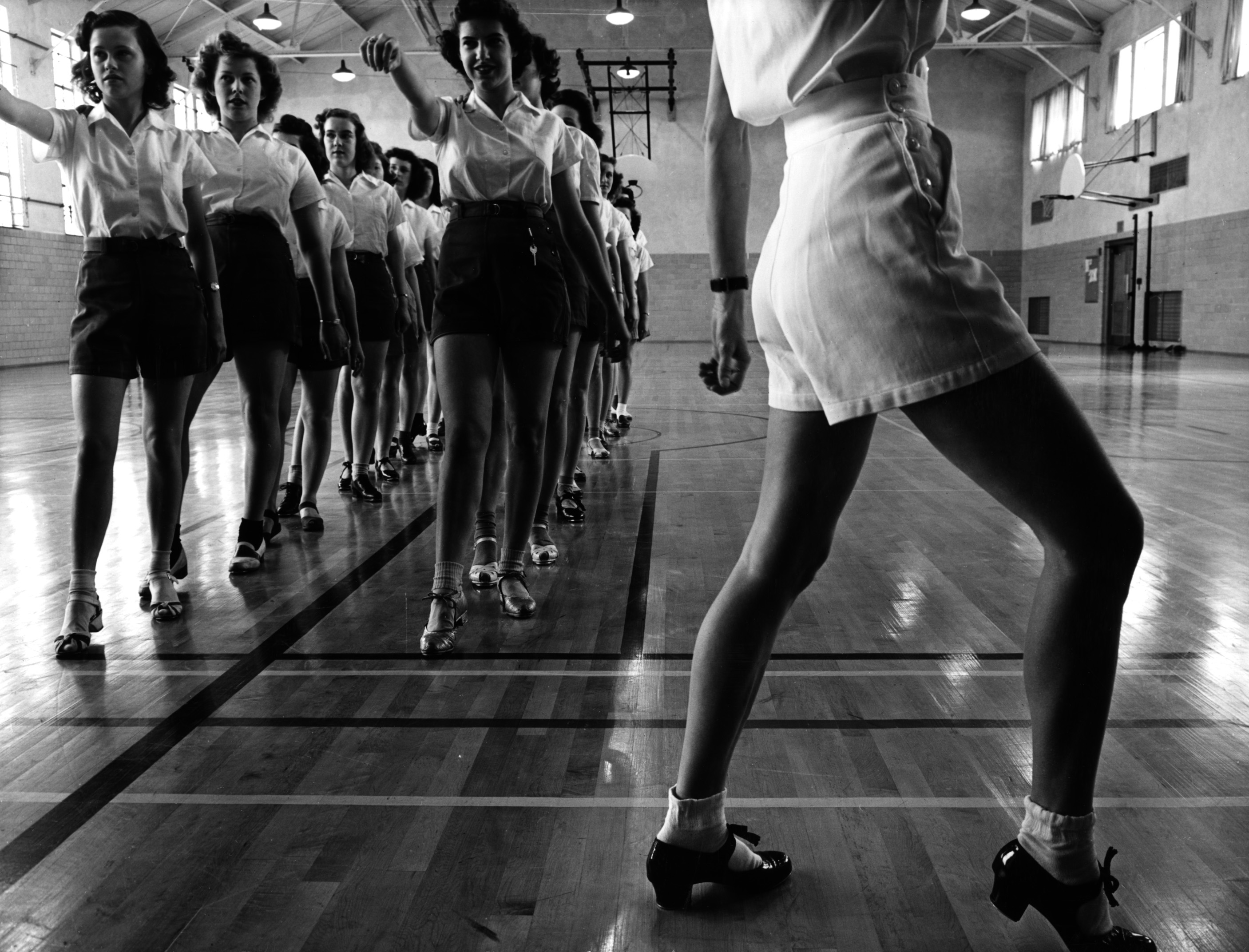
درس رقص "التاب" في صالة الألعاب الرياضية في كلية ولاية آيوا، أميس، آيوا

تعليم الرقص هو ممارسة يتم من خلالها تعليم الطلاب فهمًا واسعًا للرقص كشكل من أشكال الفن ويتم تدريبهم بشكل احترافي على العديد من أنواع الرقص المختلفة. يتكون تعليم الرقص من راقصين متخصصين يقومون بإجراء أبحاث أصلية لتعليم الآخرين كيفية الرقص. في الوقت الحالي، يعتبر الرقص بحد ذاته شكلاً من أشكال الفن والموسيقى، وبالتالي فإن الرقص في التعليم الرسمي يرتبط ارتباطًا وثيقًا بهذه التخصصات.